# Uroblaniulus idahoanus
Uroblaniulus idahoanus är en mångfotingart som beskrevs av Chamberlin 1950. Uroblaniulus idahoanus ingår i släktet Uroblaniulus och familjen Parajulidae. Inga underarter finns listade i Catalogue of Life.